# NGC 7461
NGC 7461 é uma galáxia lenticular (SB0) localizada na direcção da constelação de Pegasus. Possui uma declinação de +15° 34' 57" e uma ascensão recta de 23 horas, 01 minutos e 48,1 segundos.
A galáxia NGC 7461 foi descoberta em 8 de Agosto de 1863 por Albert Marth.